# Liste der Nummer-eins-Hits in den britischen Charts (1997)
Dies ist eine Liste der Nummer-eins-Hits in den britischen Charts im Jahr 1997. Sie basiert auf den Official Singles Chart Top 100 und den Albums Chart Top 100, die vom Chart Information Network ermittelt werden. Es gab in diesem Jahr 25 Nummer-eins-Singles und 21 Nummer-eins-Alben.

## Singles
| ← 1996 ← | Liste der Nummer-eins-Hits in den britischen Charts | Liste der Nummer-eins-Hits in den britischen Charts | Liste der Nummer-eins-Hits in den britischen Charts               | 1998 →                    |
| \| Zeitraum \| Wo. ges. \| Interpret \| Titel Autor(en) \| Zusätzliche Informationen \| \| (Zeitraum, Wochen auf Platz eins, Interpret, Titel, Autor[en], zusätzliche Informationen) \| \| \| \| \| \| ----------------------------------------------------------------------------------------- \| -------- \| ---------------------------------- \| ----------------------------------------------------------------- \| ------------------------- \| \| 22. Dezember 1996 – 11. Januar 1997 3 Wochen \| 3 \| Spice Girls \| 2 Become 1 \| – \| \| 12. Januar 1997 – 18. Januar 1997 1 Woche \| 1 \| Tori Amos & Armand van Helden \| Professional Widow (It’s Got to be Big) \| – \| \| 19. Januar 1997 – 25. Januar 1997 1 Woche \| 1 \| White Town \| Your Woman \| – \| \| 26. Januar 1997 – 1. Februar 1997 1 Woche \| 1 \| Blur \| Beetlebum \| – \| \| 2. Februar 1997 – 8. Februar 1997 1 Woche \| 1 \| LL Cool J \| Ain’t Nobody \| – \| \| 9. Februar 1997 – 15. Februar 1997 1 Woche \| 1 \| U2 \| Discothèque \| – \| \| 16. Februar 1997 – 8. März 1997 3 Wochen \| 3 \| No Doubt \| Don’t Speak \| – \| \| 9. März 1997 – 29. März 1997 3 Wochen \| 3 \| Spice Girls \| Mama / Who Do You Think You Are \| – \| \| 30. März 1997 – 5. April 1997 1 Woche \| 1 \| The Chemical Brothers \| Block Rockin’ Beats \| – \| \| 6. April 1997 – 26. April 1997 3 Wochen \| 3 \| R. Kelly \| I Believe I Can Fly \| – \| \| 27. April 1997 – 3. Mai 1997 1 Woche \| 1 \| Michael Jackson \| Blood on the Dance Floor \| – \| \| 4. Mai 1997 – 10. Mai 1997 1 Woche \| 1 \| Gary Barlow \| Love Won’t Wait \| – \| \| 11. Mai 1997 – 24. Mai 1997 2 Wochen \| 2 \| Olive \| You’re Not Alone \| – \| \| 25. Mai 1997 – 31. Mai 1997 1 Woche \| 1 \| Eternal feat. BeBe Winans \| I Wanna Be the Only One \| – \| \| 1. Juni 1997 – 21. Juni 1997 3 Wochen \| 3 \| Hanson \| MMMBop \| – \| \| 22. Juni 1997 – 12. Juli 1997 3 Wochen (insgesamt 6) \| 6 \| Puff Daddy feat. Faith Evans & 112 \| I’ll Be Missing You \| – \| \| 13. Juli 1997 – 19. Juli 1997 1 Woche \| 1 \| Oasis \| D’You Know What I Mean \| – \| \| 20. Juli 1997 – 9. August 1997 3 Wochen (insgesamt 6) \| 6 \| Puff Daddy feat. Faith Evans & 112 \| I’ll Be Missing You \| – \| \| 10. August 1997 – 6. September 1997 4 Wochen \| 4 \| Will Smith \| Men in Black \| – \| \| 7. September 1997 – 13. September 1997 1 Woche \| 1 \| The Verve \| The Drugs Don’t Work \| – \| \| 14. September 1997 – 18. Oktober 1997 5 Wochen \| 5 \| Elton John \| Candle in the Wind ’97 / Something About The Way You Look Tonight \| – \| \| 19. Oktober 1997 – 25. Oktober 1997 1 Woche \| 1 \| Spice Girls \| Spice Up Your Life \| – \| \| 26. Oktober 1997 – 22. November 1997 4 Wochen \| 4 \| Aqua \| Barbie Girl \| – \| \| 23. November 1997 – 6. Dezember 1997 2 Wochen (insgesamt 3) \| 3 \| Verschiedene Interpreten1 \| Perfect Day \| – \| \| 7. Dezember 1997 – 20. Dezember 1997 2 Wochen \| 2 \| Teletubbies \| Teletubbies Say Eh-Oh!! \| – \| \| 21. Dezember 1997 – 3. Januar 1998 2 Wochen \| 2 \| Spice Girls \| Too Much \| – \| |                                                     |                                                     |                                                                   |                           |
| ← 1996 |                                                     |                                                     |                                                                   | → 1998 →                  |
| Zeitraum | Wo. ges.                                            | Interpret                                           | Titel Autor(en)                                                   | Zusätzliche Informationen |
| (Zeitraum, Wochen auf Platz eins, Interpret, Titel, Autor[en], zusätzliche Informationen) |                                                     |                                                     |                                                                   |                           |
| 22. Dezember 1996 – 11. Januar 1997 3 Wochen | 3                                                   | Spice Girls                                         | 2 Become 1                                                        | –                         |
| 12. Januar 1997 – 18. Januar 1997 1 Woche | 1                                                   | Tori Amos & Armand van Helden                       | Professional Widow (It’s Got to be Big)                           | –                         |
| 19. Januar 1997 – 25. Januar 1997 1 Woche | 1                                                   | White Town                                          | Your Woman                                                        | –                         |
| 26. Januar 1997 – 1. Februar 1997 1 Woche | 1                                                   | Blur                                                | Beetlebum                                                         | –                         |
| 2. Februar 1997 – 8. Februar 1997 1 Woche | 1                                                   | LL Cool J                                           | Ain’t Nobody                                                      | –                         |
| 9. Februar 1997 – 15. Februar 1997 1 Woche | 1                                                   | U2                                                  | Discothèque                                                       | –                         |
| 16. Februar 1997 – 8. März 1997 3 Wochen | 3                                                   | No Doubt                                            | Don’t Speak                                                       | –                         |
| 9. März 1997 – 29. März 1997 3 Wochen | 3                                                   | Spice Girls                                         | Mama / Who Do You Think You Are                                   | –                         |
| 30. März 1997 – 5. April 1997 1 Woche | 1                                                   | The Chemical Brothers                               | Block Rockin’ Beats                                               | –                         |
| 6. April 1997 – 26. April 1997 3 Wochen | 3                                                   | R. Kelly                                            | I Believe I Can Fly                                               | –                         |
| 27. April 1997 – 3. Mai 1997 1 Woche | 1                                                   | Michael Jackson                                     | Blood on the Dance Floor                                          | –                         |
| 4. Mai 1997 – 10. Mai 1997 1 Woche | 1                                                   | Gary Barlow                                         | Love Won’t Wait                                                   | –                         |
| 11. Mai 1997 – 24. Mai 1997 2 Wochen | 2                                                   | Olive                                               | You’re Not Alone                                                  | –                         |
| 25. Mai 1997 – 31. Mai 1997 1 Woche | 1                                                   | Eternal feat. BeBe Winans                           | I Wanna Be the Only One                                           | –                         |
| 1. Juni 1997 – 21. Juni 1997 3 Wochen | 3                                                   | Hanson                                              | MMMBop                                                            | –                         |
| 22. Juni 1997 – 12. Juli 1997 3 Wochen (insgesamt 6) | 6                                                   | Puff Daddy feat. Faith Evans & 112                  | I’ll Be Missing You                                               | –                         |
| 13. Juli 1997 – 19. Juli 1997 1 Woche | 1                                                   | Oasis                                               | D’You Know What I Mean                                            | –                         |
| 20. Juli 1997 – 9. August 1997 3 Wochen (insgesamt 6) | 6                                                   | Puff Daddy feat. Faith Evans & 112                  | I’ll Be Missing You                                               | –                         |
| 10. August 1997 – 6. September 1997 4 Wochen | 4                                                   | Will Smith                                          | Men in Black                                                      | –                         |
| 7. September 1997 – 13. September 1997 1 Woche | 1                                                   | The Verve                                           | The Drugs Don’t Work                                              | –                         |
| 14. September 1997 – 18. Oktober 1997 5 Wochen | 5                                                   | Elton John                                          | Candle in the Wind ’97 / Something About The Way You Look Tonight | –                         |
| 19. Oktober 1997 – 25. Oktober 1997 1 Woche | 1                                                   | Spice Girls                                         | Spice Up Your Life                                                | –                         |
| 26. Oktober 1997 – 22. November 1997 4 Wochen | 4                                                   | Aqua                                                | Barbie Girl                                                       | –                         |
| 23. November 1997 – 6. Dezember 1997 2 Wochen (insgesamt 3) | 3                                                   | Verschiedene Interpreten1                           | Perfect Day                                                       | –                         |
| 7. Dezember 1997 – 20. Dezember 1997 2 Wochen | 2                                                   | Teletubbies                                         | Teletubbies Say Eh-Oh!!                                           | –                         |
| 21. Dezember 1997 – 3. Januar 1998 2 Wochen | 2                                                   | Spice Girls                                         | Too Much                                                          | –                         |

Fußnote
1 Interpreten: Lou Reed, Bono, Skye Edwards, David Bowie, Suzanne Vega, Elton John, Andrew Davis, Boyzone, Lesley Garrett, Burning Spear, Thomas Allen, Brodsky Quartet, Heather Small, Emmylou Harris, Tammy Wynette, Shane MacGowan, Sheona White, Dr. John, Robert Cray, Huey, Ian Broudie, Gabrielle, Evan Dando, Courtney Pine, BBC Symphony Orchestra, Brett Anderson, Visual Ministry Choir, Joan Armatrading, Laurie Anderson und Tom Jones

## Alben
| ← 1996 ← | Liste der Nummer-eins-Hits in den britischen Charts | Liste der Nummer-eins-Hits in den britischen Charts | Liste der Nummer-eins-Hits in den britischen Charts | 1998 →                    |
| \| Zeitraum \| Wo. ges. \| Interpret \| Titel \| Zusätzliche Informationen \| \| (Zeitraum, Wochen auf Platz eins, Interpret, Titel, zusätzliche Informationen) \| \| \| \| \| \| ------------------------------------------------------------------------------ \| -------- \| --------------------- \| --------------------------------------------- \| ------------------------- \| \| 1. Dezember 1996 – 25. Januar 1997 8 Wochen (insgesamt 15) \| 15 \| Spice Girls \| Spice \| – \| \| 26. Januar 1997 – 1. Februar 1997 1 Woche \| 1 \| Madonna \| Evita (Soundtrack) \| – \| \| 2. Februar 1997 – 8. Februar 1997 1 Woche \| 1 \| Reef \| Glow \| – \| \| 9. Februar 1997 – 15. Februar 1997 1 Woche (insgesamt 2) \| 2 \| Texas \| White on Blonde \| – \| \| 16. Februar 1997 – 22. Februar 1997 1 Woche \| 1 \| Blur \| Blur \| – \| \| 23. Februar 1997 – 1. März 1997 1 Woche \| 1 \| Mansun \| Attack of the Grey Lantern \| – \| \| 2. März 1997 – 8. März 1997 1 Woche (insgesamt 15) \| 15 \| Spice Girls \| Spice \| – \| \| 9. März 1997 – 15. März 1997 1 Woche \| 1 \| U2 \| Pop \| – \| \| 16. März 1997 – 12. April 1997 4 Wochen (insgesamt 15) \| 15 \| Spice Girls \| Spice \| – \| \| 13. April 1997 – 19. April 1997 1 Woche \| 1 \| The Chemical Brothers \| Dig Your Own Hole \| – \| \| 20. April 1997 – 26. April 1997 1 Woche \| 1 \| Depeche Mode \| Ultra \| – \| \| 27. April 1997 – 10. Mai 1997 2 Wochen \| 2 \| The Charlatans \| Tellin’ Stories \| – \| \| 11. Mai 1997 – 17. Mai 1997 1 Woche (insgesamt 15) \| 15 \| Spice Girls \| Spice \| – \| \| 18. Mai 1997 – 31. Mai 1997 2 Wochen \| 2 \| Michael Jackson \| Blood on the Dance Floor – HIStory in the Mix \| – \| \| 1. Juni 1997 – 7. Juni 1997 1 Woche \| 1 \| Gary Barlow \| Open Road \| – \| \| 8. Juni 1997 – 14. Juni 1997 1 Woche \| 1 \| Wu-Tang Clan \| Wu-Tang Forever \| – \| \| 15. Juni 1997 – 21. Juni 1997 1 Woche \| 1 \| Hanson \| Middle of Nowhere \| – \| \| 22. Juni 1997 – 5. Juli 1997 2 Wochen \| 2 \| Radiohead \| OK Computer \| – \| \| 6. Juli 1997 – 16. August 1997 6 Wochen \| 6 \| The Prodigy \| The Fat of the Land \| – \| \| 17. August 1997 – 23. August 1997 1 Woche (insgesamt 2) \| 2 \| Texas \| White on Blonde \| – \| \| 24. August 1997 – 20. September 1997 4 Wochen (insgesamt 5) \| 5 \| Oasis \| Be Here Now \| – \| \| 21. September 1997 – 27. September 1997 1 Woche \| 1 \| Ocean Colour Scene \| Marchin’ Already \| – \| \| 28. September 1997 – 4. Oktober 1997 1 Woche (insgesamt 5) \| 5 \| Oasis \| Be Here Now \| – \| \| 5. Oktober 1997 – 8. November 1997 5 Wochen (insgesamt 12) \| 12 \| The Verve \| Urban Hymns \| – \| \| 9. November 1997 – 22. November 1997 2 Wochen (insgesamt 3) \| 3 \| Spice Girls \| Spiceworld \| – \| \| 23. November 1997 – 6. Dezember 1997 2 Wochen (insgesamt 5) \| 5 \| Céline Dion \| Let’s Talk About Love \| – \| \| 7. Dezember 1997 – 13. Dezember 1997 1 Woche (insgesamt 3) \| 3 \| Spice Girls \| Spiceworld \| – \| \| 14. Dezember 1997 – 27. Dezember 1997 2 Wochen (insgesamt 5) \| 5 \| Céline Dion \| Let’s Talk About Love \| – \| \| 28. Dezember 1997 – 7. Februar 1998 6 Wochen (insgesamt 12) \| 12 \| The Verve \| Urban Hymns \| – \| |                                                     |                                                     |                                                     |                           |
| ← 1996 |                                                     |                                                     |                                                     | → 1998 →                  |
| Zeitraum | Wo. ges.                                            | Interpret                                           | Titel                                               | Zusätzliche Informationen |
| (Zeitraum, Wochen auf Platz eins, Interpret, Titel, zusätzliche Informationen) |                                                     |                                                     |                                                     |                           |
| 1. Dezember 1996 – 25. Januar 1997 8 Wochen (insgesamt 15) | 15                                                  | Spice Girls                                         | Spice                                               | –                         |
| 26. Januar 1997 – 1. Februar 1997 1 Woche | 1                                                   | Madonna                                             | Evita (Soundtrack)                                  | –                         |
| 2. Februar 1997 – 8. Februar 1997 1 Woche | 1                                                   | Reef                                                | Glow                                                | –                         |
| 9. Februar 1997 – 15. Februar 1997 1 Woche (insgesamt 2) | 2                                                   | Texas                                               | White on Blonde                                     | –                         |
| 16. Februar 1997 – 22. Februar 1997 1 Woche | 1                                                   | Blur                                                | Blur                                                | –                         |
| 23. Februar 1997 – 1. März 1997 1 Woche | 1                                                   | Mansun                                              | Attack of the Grey Lantern                          | –                         |
| 2. März 1997 – 8. März 1997 1 Woche (insgesamt 15) | 15                                                  | Spice Girls                                         | Spice                                               | –                         |
| 9. März 1997 – 15. März 1997 1 Woche | 1                                                   | U2                                                  | Pop                                                 | –                         |
| 16. März 1997 – 12. April 1997 4 Wochen (insgesamt 15) | 15                                                  | Spice Girls                                         | Spice                                               | –                         |
| 13. April 1997 – 19. April 1997 1 Woche | 1                                                   | The Chemical Brothers                               | Dig Your Own Hole                                   | –                         |
| 20. April 1997 – 26. April 1997 1 Woche | 1                                                   | Depeche Mode                                        | Ultra                                               | –                         |
| 27. April 1997 – 10. Mai 1997 2 Wochen | 2                                                   | The Charlatans                                      | Tellin’ Stories                                     | –                         |
| 11. Mai 1997 – 17. Mai 1997 1 Woche (insgesamt 15) | 15                                                  | Spice Girls                                         | Spice                                               | –                         |
| 18. Mai 1997 – 31. Mai 1997 2 Wochen | 2                                                   | Michael Jackson                                     | Blood on the Dance Floor – HIStory in the Mix       | –                         |
| 1. Juni 1997 – 7. Juni 1997 1 Woche | 1                                                   | Gary Barlow                                         | Open Road                                           | –                         |
| 8. Juni 1997 – 14. Juni 1997 1 Woche | 1                                                   | Wu-Tang Clan                                        | Wu-Tang Forever                                     | –                         |
| 15. Juni 1997 – 21. Juni 1997 1 Woche | 1                                                   | Hanson                                              | Middle of Nowhere                                   | –                         |
| 22. Juni 1997 – 5. Juli 1997 2 Wochen | 2                                                   | Radiohead                                           | OK Computer                                         | –                         |
| 6. Juli 1997 – 16. August 1997 6 Wochen | 6                                                   | The Prodigy                                         | The Fat of the Land                                 | –                         |
| 17. August 1997 – 23. August 1997 1 Woche (insgesamt 2) | 2                                                   | Texas                                               | White on Blonde                                     | –                         |
| 24. August 1997 – 20. September 1997 4 Wochen (insgesamt 5) | 5                                                   | Oasis                                               | Be Here Now                                         | –                         |
| 21. September 1997 – 27. September 1997 1 Woche | 1                                                   | Ocean Colour Scene                                  | Marchin’ Already                                    | –                         |
| 28. September 1997 – 4. Oktober 1997 1 Woche (insgesamt 5) | 5                                                   | Oasis                                               | Be Here Now                                         | –                         |
| 5. Oktober 1997 – 8. November 1997 5 Wochen (insgesamt 12) | 12                                                  | The Verve                                           | Urban Hymns                                         | –                         |
| 9. November 1997 – 22. November 1997 2 Wochen (insgesamt 3) | 3                                                   | Spice Girls                                         | Spiceworld                                          | –                         |
| 23. November 1997 – 6. Dezember 1997 2 Wochen (insgesamt 5) | 5                                                   | Céline Dion                                         | Let’s Talk About Love                               | –                         |
| 7. Dezember 1997 – 13. Dezember 1997 1 Woche (insgesamt 3) | 3                                                   | Spice Girls                                         | Spiceworld                                          | –                         |
| 14. Dezember 1997 – 27. Dezember 1997 2 Wochen (insgesamt 5) | 5                                                   | Céline Dion                                         | Let’s Talk About Love                               | –                         |
| 28. Dezember 1997 – 7. Februar 1998 6 Wochen (insgesamt 12) | 12                                                  | The Verve                                           | Urban Hymns                                         | –                         |

Die Angaben basieren auf den offiziellen Verkaufshitparaden des Chart Information Networks für das Vereinigte Königreich. Die Datumsangaben beziehen sich auf das Gültigkeitsdatum der Charts, also jeweils die auf die Verkaufswoche folgende Woche.

## Jahreshitparaden
| ← 1996 ← | Liste der Nummer-eins-Hits in den britischen Charts | Liste der Nummer-eins-Hits in den britischen Charts | Liste der Nummer-eins-Hits in den britischen Charts | 1998 →   |
| \| Singles \| Position# \| Alben \| \| ---------------------------------------------------------------------------- \| --------- \| --------------------------------- \| \| Candle in the Wind ’97 / Something About The Way You Look Tonight Elton John \| 1 \| Be Here Now Oasis \| \| Barbie Girl Aqua \| 2 \| Urban Hymns The Verve \| \| I’ll Be Missing You Puff Daddy feat. Faith Evans & 112 \| 3 \| Spice Spice Girls \| \| Perfect Day Verschiedene Interpreten1 \| 4 \| White on Blonde Texas \| \| Teletubbies Say Eh-Oh!! Teletubbies \| 5 \| Spiceworld Spice Girls \| \| Men in Black Will Smith \| 6 \| The Fat of the Land The Prodigy \| \| Don’t Speak No Doubt \| 7 \| Let’s Talk About Love Céline Dion \| \| Torn Natalie Imbruglia \| 8 \| OK Computer Radiohead \| \| Tubthumping Chumbawamba \| 9 \| Greatest Hits Eternal \| \| Mmmbop Hanson \| 10 \| Ocean Drive Lighthouse Family \| |                                                     |                                                     |                                                     |          |
| ← 1996 |                                                     |                                                     |                                                     | → 1998 → |
| Singles | Position#                                           | Alben                                               |                                                     |          |
| Candle in the Wind ’97 / Something About The Way You Look Tonight Elton John | 1                                                   | Be Here Now Oasis                                   |                                                     |          |
| Barbie Girl Aqua | 2                                                   | Urban Hymns The Verve                               |                                                     |          |
| I’ll Be Missing You Puff Daddy feat. Faith Evans & 112 | 3                                                   | Spice Spice Girls                                   |                                                     |          |
| Perfect Day Verschiedene Interpreten1 | 4                                                   | White on Blonde Texas                               |                                                     |          |
| Teletubbies Say Eh-Oh!! Teletubbies | 5                                                   | Spiceworld Spice Girls                              |                                                     |          |
| Men in Black Will Smith | 6                                                   | The Fat of the Land The Prodigy                     |                                                     |          |
| Don’t Speak No Doubt | 7                                                   | Let’s Talk About Love Céline Dion                   |                                                     |          |
| Torn Natalie Imbruglia | 8                                                   | OK Computer Radiohead                               |                                                     |          |
| Tubthumping Chumbawamba | 9                                                   | Greatest Hits Eternal                               |                                                     |          |
| Mmmbop Hanson | 10                                                  | Ocean Drive Lighthouse Family                       |                                                     |          |